# Klub Rowerowy Adventure Łódź

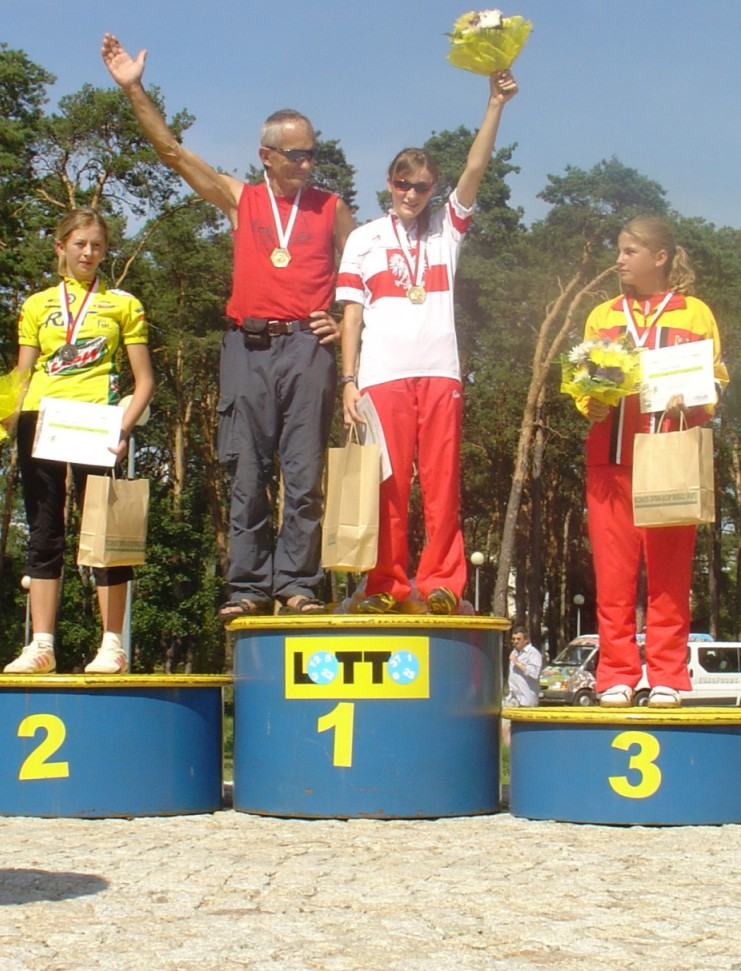
Debora Jaworska
MP Kozienice 2005
- I miejsce w kat. junior młodszy

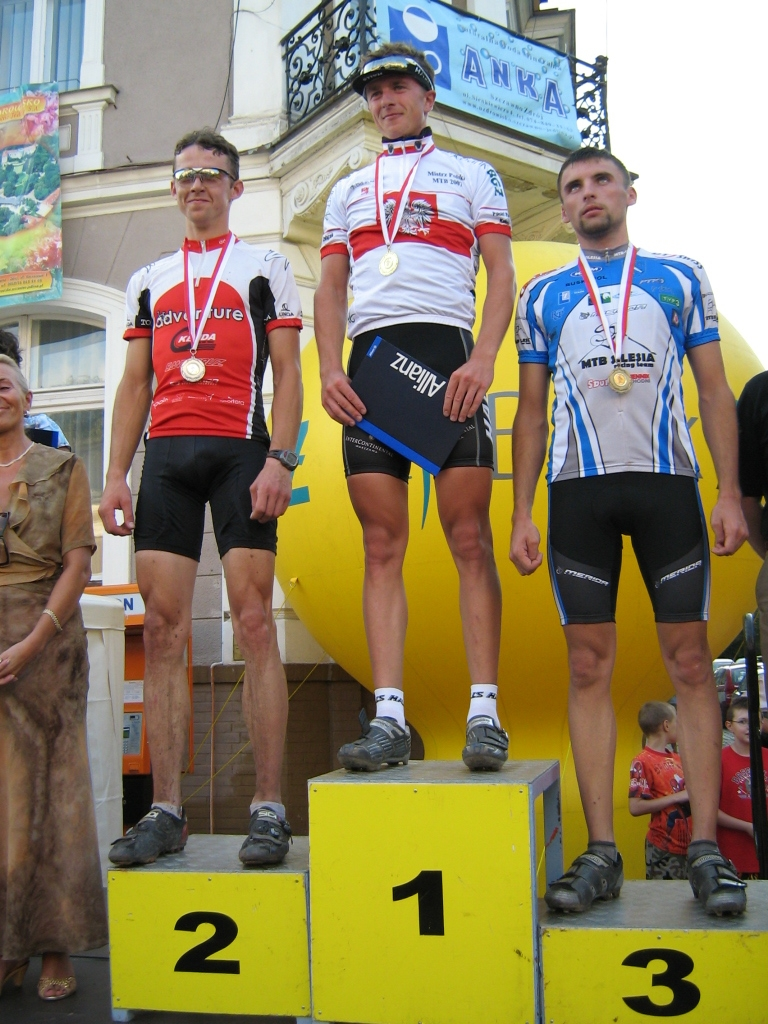
Jacek Trzop
MP Szczawno-Zdrój 2007
- II miejsce w kat orlik

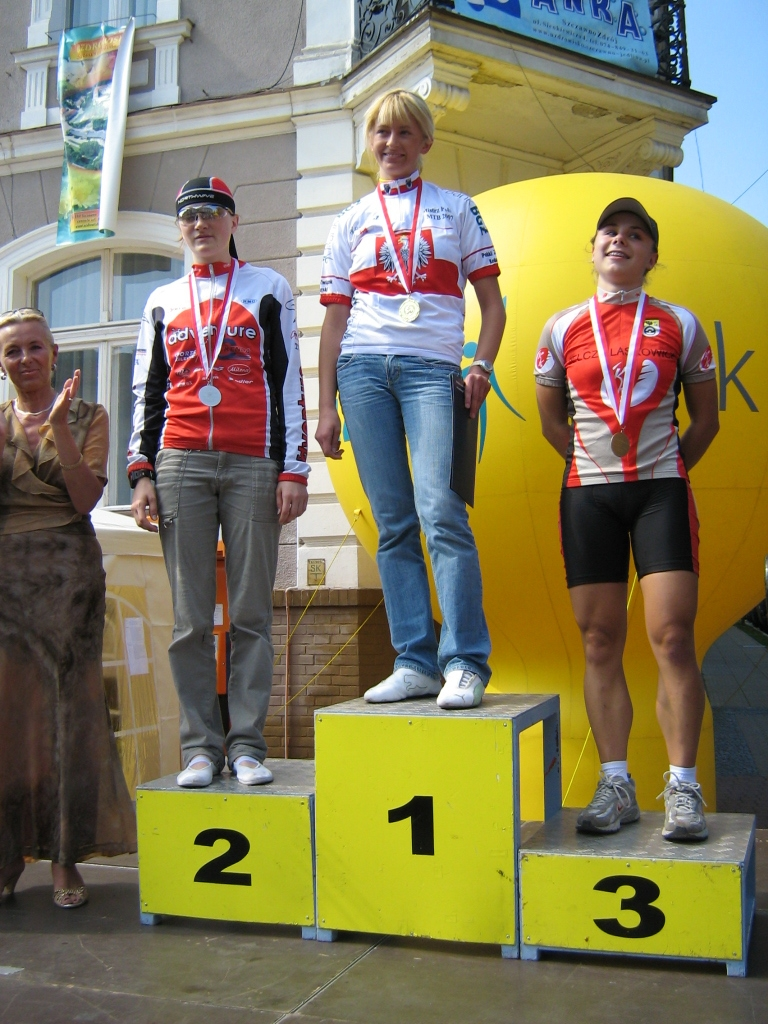
Debora Jaworska
MP Szczawno-Zdrój 2007
- II miejsce w kat junior

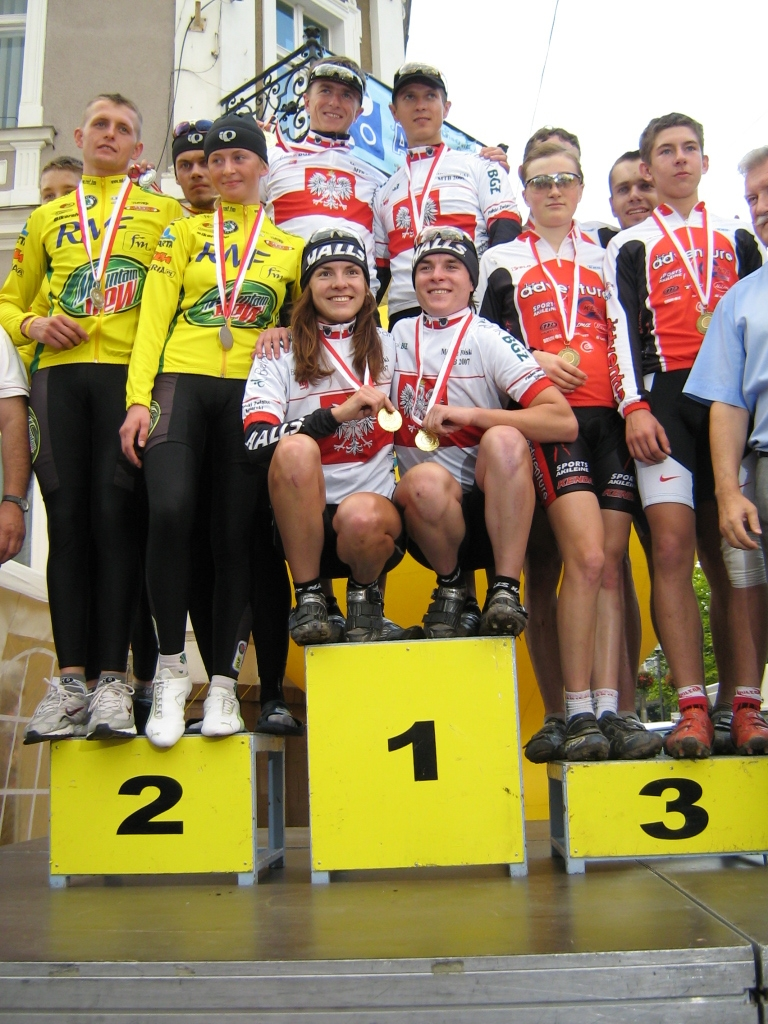
Adventure Łódź
MP Szczawno-Zdrój 2007
- III miejsce w sztafecie

Klub Rowerowy Adventure – polski klub kolarski z Łodzi, założony w 2000 r.; do ewidencji stowarzyszeń kultury fizycznej wpisany 6 sierpnia 2003 r.
U podstaw istnienia KR Adventure legło krzewienie kultury fizycznej i sportu poprzez propagowanie kolarstwa (w szczególności górskiego i rekreacyjnego). W tym celu Klub organizuje zawody MTB oraz Festiwale Sportów Ekstremalnych (BMX i cyklotrial), a także wyprawy rowerowe w Polsce i za granicą.
W 2004 roku powstała w ramach klubu grupa kolarska MTB. Jej członkowie biorą z sukcesami aktywny udział w zawodach kolarstwa górskiego.
Prezesem stowarzyszenia od 2003 r. jest Marek Środek. Honorowym członkiem Klubu w 2004 r. została Magdalena Sadłecka – wicemistrzyni świata w maratonie rowerowym w 2003, wicemistrzyni świata i mistrzyni Europy juniorek w 2000, wielokrotna medalistka Mistrzostw Polski na szosie i MTB, uczestniczka igrzysk olimpijskich w Atenach w 2004.

## Informacje ogólne
- Pełna nazwa klubu: Klub Rowerowy Adventure Łódź
- Nazwa grupy kolarskiej MTB: Adventure Asepta Kenda Łódź
- Rok założenia: 2000
- Adres: ul. Kopcińskiego 67, 90-032 Łódź
- Adres do korespondencji: ul. Babickiego 11/8, 94-056 Łódź
- Prezes Stowarzyszenia: Marek Środek
- Trener: Jacek Jaworski

## Osiągnięcia

### Mistrzostwa Polski

#### Sezon 2005
- Mistrzostwa Polski w kolarstwie górskim – Olsztyn k. Częstochowy (15 - 17 lipca 2005 r.):

- Maria Jaworska zdobyła tytuł drugiej wicemistrzyni Polski w kategorii orlików, za kadrowiczkami – Mają Włoszczowską i Marleną Pyrgies oraz zajęła 5. miejsce w kategorii elita kobiet;
- Jacek Trzop zdobył tytuł wicemistrza Polski w kategorii orlików za kadrowiczem PZKol – Dariuszem Batkiem oraz zajął 9. miejsce w kategorii elita mężczyzn.
- XI Ogólnopolska Olimpiada Młodzieży w Sportach Letnich – Kozienice (9 sierpnia 2005 r.):

- Debora Jaworska sięgnęła po tytuł Mistrzyni Olimpiady i Mistrzyni Polski w kategorii juniorek młodszych.

#### Sezon 2006
- Mistrzostwa Polski w kolarstwie górskim – Duszniki-Zdrój (4 - 6 sierpnia 2006 r.):

- Debora Jaworska zdobyła tytuł drugiej wicemistrzyni Polski w kategorii juniorek.
- Emanuel Piaskowy zdobył brązowy medal w kategorii juniorów młodszych (o Naramiennik Prezesa PZKol.)
- Jacek Trzop zajął 6. miejsce w kategorii orlików.

#### Sezon 2007
- Mistrzostwa Polski w kolarstwie górskim – Szczawno-Zdrój (24 - 26 sierpnia 2005 r.):

- Emanuel Piaskowy zdobył złoty medal w kategorii juniorów młodszych (o Naramiennik Prezesa PZKol.)
- Debora Jaworska zdobyła tytuł wicemistrzyni Polski w kategorii juniorek.
- Jacek Trzop zdobył tytuł wicemistrza Polski w kategorii orlików za kadrowiczem PZKol – Dariuszem Batkiem oraz zajął 5. miejsce w kategorii elita mężczyzn.
- sztafeta (w składzie Jacek Trzop, Debora Jaworska, Emanuel Piaskowy, Paweł Harkot) zdobyła brązowy medal w rywalizacji drużynowej.

### Maratony

#### Sezon 2005
- Intel Powerade BikeMaraton/Mazovia MTB Marathon – Łomianki (17 kwietnia 2005 r.):

- Maria Jaworska zajęła 2. miejsce w kategorii K-Open i K-2 (dystans Pro).
- Mazovia MTB Marathon – Piaseczno (22 maja 2005 r.):

- Maria Jaworska zajęła 1. miejsce w kategorii Open Kobiet (dystans Pro).
- Intel Powerade BikeMaraton - Złoty Stok (11 czerwca 2005 r.):

- Wojciech Agier zajął 2. miejsce w kategorii Pro M1.
- Mazovia MTB Marathon – Żyrardów (19 czerwca 2005 r.):

- Maria Jaworska zajęła 1. miejsce w kategorii Open Kobiet (dystans Pro).
- Mateusz Rybak zajął 1. miejsce w kategorii M1 (dystans Amator)
- Intel Powerade BikeMaraton - Olsztynek (23 lipca 2005 r.):

- Wojciech Agier zajął 3. miejsce w kategorii Pro M1.
- Mazovia MTB Marathon – Otwock (4 września 2005 r.):

- Maria Jaworska zajęła 1. miejsce w kategorii Open Kobiet (dystans Pro) i została zwyciężczynią w klasyfikacji generalnej całego cyklu Mazovia MTB Marathon 2005 (kat. Open Pro).
- Intel Powerade BikeMaraton - Przesieka (10 września 2005 r.):

- Wojciech Agier zajął 2. miejsce w kategorii Pro M1.
- Intel Powerade BikeMaraton - Bydgoszcz (24 września 2005 r.):

- Wojciech Agier zajął 6. miejsce w kategorii Pro M1 i wywalczył 3. miejsce w klasyfikacji generalnej całego cyklu Intel Powerade BikeMaraton.

## Zorganizowane zawody i imprezy rowerowe

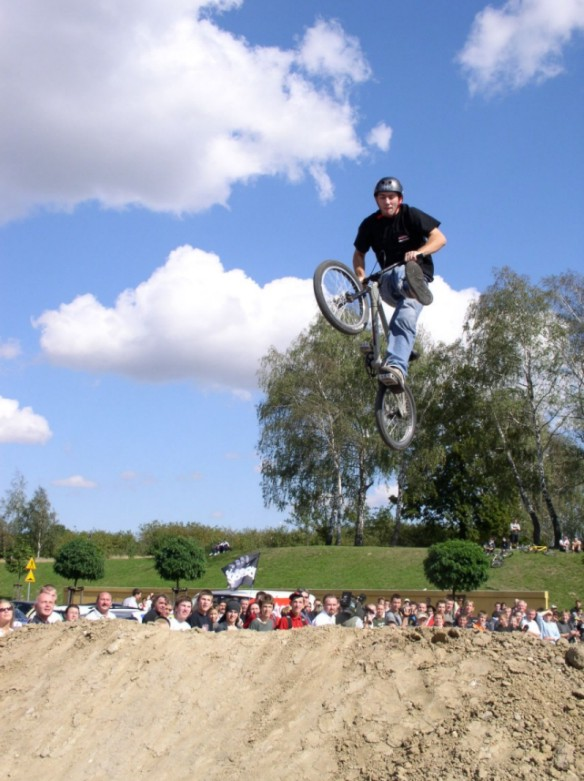
Zawody w dircie w 2003 roku w Łodzi

- 1 czerwca 2003 r. - akrobacje rowerowe i pokazy skoków na rowerach BMX przed centrum handlowym M1 w Łodzi.
- 7 września 2003 r. - na specjalnie przygotowanym torze przed centrum handlowym M1 Festiwal Sportów Ekstremalnych BMX. W dircie zwyciężył mistrz Polski Janusz Pietruczuk z Białegostoku.
- 9 maja 2004 r. - Mistrzostwa MTB o "Puchar Magnum" w Lesie Łagiewnickim w Łodzi. Wystartowało ponad 100 zawodników i zawodniczek w ośmiu kategoriach wiekowych. Honorowy patronat nad imprezą objął Urząd Marszałkowski w Łodzi.
- 10 października 2004 r. - Mistrzostwa MTB o "Puchar Radia Classic" w Lesie Łagiewnickim w Łodzi.
- 8 maja 2005 r. - zawody w trialu rowerowym przed centrum handlowym M1. Zwyciężył Marcin Bugajewski z Poznania.
- 28 sierpnia 2005 r. - zawody w trialu rowerowym przed centrum handlowym M1 o "Puchar Prezydenta Łodzi". Patronat nad imprezą objęły władze miasta Łodzi. Zwyciężył Michał Nowak z Warszawy.
- 1 czerwca 2008 r. - zawody w trialu rowerowym przed centrum handlowym M1. Zwyciężył Paweł Reczek z Rabki Zdroju.